# Powiat Inukami
Powiat Inukami (jap. 犬上郡 Inukami-gun) – powiat w Japonii, w prefekturze Shiga. W 2024 roku liczył 20 185 mieszkańców.

## Miejscowości
- Kōra
- Taga
- Toyosato